# Рыбкин, Борис Аркадьевич

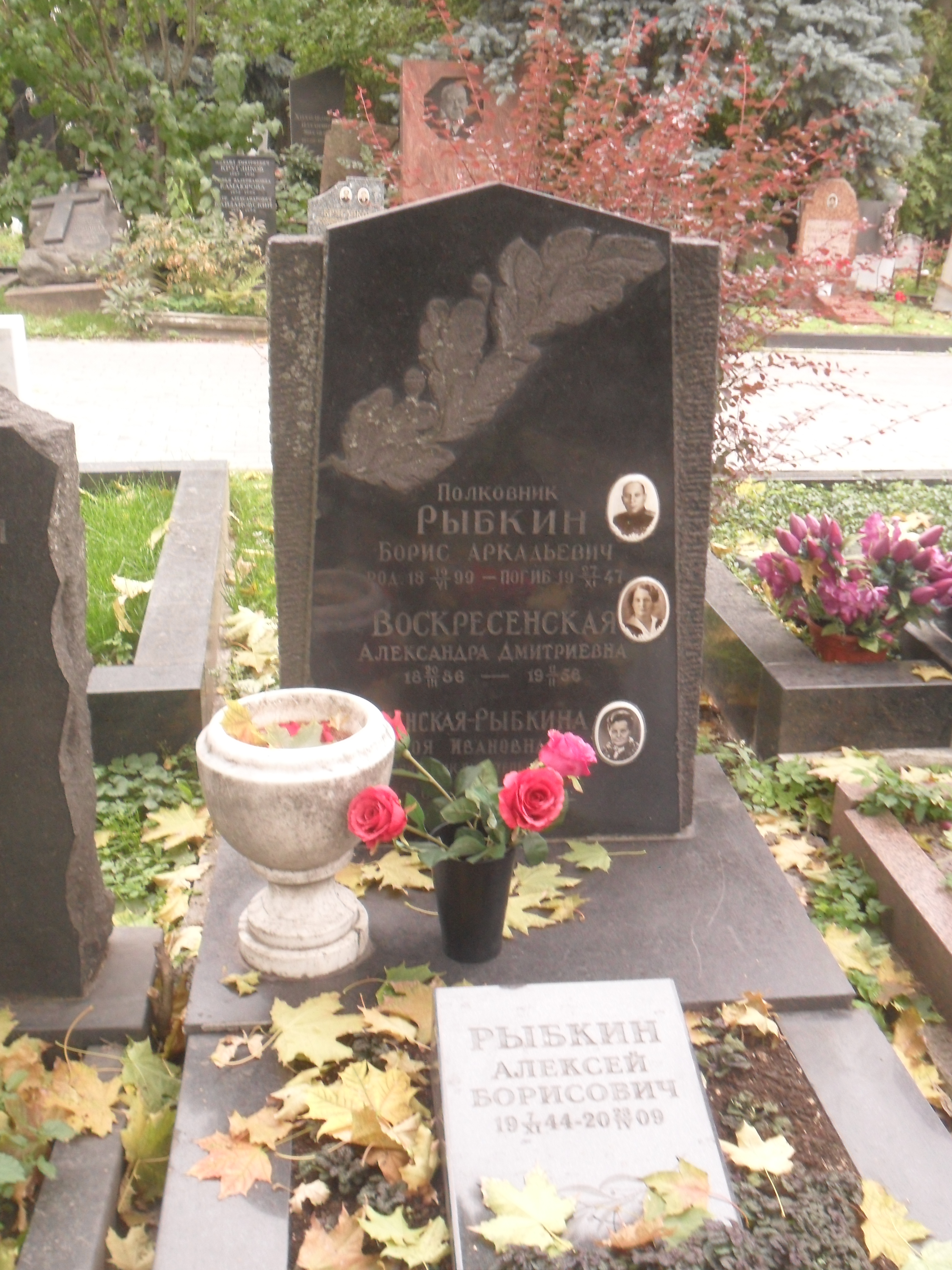
Могила Рыбкина на Новодевичьем кладбище Москвы

Бори́с Арка́дьевич Ры́бкин (Борух Аронович Рывкин; 19 июня 1899, Нововитебское, Херсонская губерния — 27 ноября 1947, Прага) — советский разведчик и дипломат.

## Биография
Родился 19 июня 1899 года в селе Нововитебское Екатеринославской губернии в семье ремесленника, окончил коммерческое училище.
В 1920 году поступил в Екатеринославский горный институт, где учился до июня 1921 года. В октябре 1920 — марте 1921 года служил наборщиком походной типографии политотдела 2-го конного корпуса на Южном фронте. В июле 1921 года мобилизован на работу в Екатеринославскую ЧК. В июне 1922 года вступил в РКП(б). С 1923 года учился на Центральной школе ОГПУ. В 1924—1929 годах — помощник начальника отделения Контрразведывательного отдела ОГПУ, затем помощник начальника Сталинградского окружного отдела ОГПУ.
С 1931 года — представитель Иностранного отдела (ИНО) ОГПУ в полномочном представительстве ОГПУ по Средней Азии в Ташкенте. Некоторое время работал в Иране под прикрытием должности сотрудника закупочной комиссии Наркомвнешторга, затем вице-консула в Мешхеде, также выезжал в командировки во Францию, Болгарию, Австрию. В 1934 году переведён на работу в центральном аппарате ИНО, участвовал в разработке планов и осуществлении разведывательных мероприятий.
В сентябре 1935 года направлен в Хельсинки под оперативным псевдонимом «Кин», где работал (под фамилией Ярцев) в качестве легального резидента ИНО под прикрытием должности консула, затем 2-го секретаря полпредства СССР в Финляндии, с апреля 1938 года — Временного поверенного в делах СССР в Финляндии. Заместителем резидента в Хельсинки в это время являлась З. И. Воскресенская (оперативный псевдоним — «Ирина»). Поначалу Воскресенская и Рыбкин были в конфликтных отношениях, но через 6 месяцев поженились.
В начале апреля 1938 года Рыбкин был вызван в Советский Союз, где на личной встрече с И. В. Сталиным получил задание — настроить финское руководство на заключение оборонительного договора с СССР, направленного на недопущение германских войск в случае войны на финскую территорию, а также предложить обмен территориями. Достичь желаемых договоренностей с финским руководством Рыбкину не удалось, и в ноябре 1939 года началась советско-финская война. С началом войны Рыбкин был отозван в Москву и назначен начальником 8-го отделения 5-го отдела Главного управления государственной безопасности НКВД. После создания НКГБ в феврале 1941 года был назначен начальником 4-го отдела 1-го управления НКГБ. В сентябре 1941 года направлен резидентом в Стокгольм под прикрытием должности советника миссии, а затем посольства СССР в Швеции.
По возвращении в СССР весной 1943 года выезжал в спецкомандировку на Северный Кавказ, а в августе зачислен в отдел «ДР» на должность заместителя начальника 2-го отдела 4-го управления НКГБ СССР. В 1943 году Рыбкину присвоено воинское звание полковника государственной безопасности. В 1944 году — начальник отдела 4-го управления НКГБ, в этой должности курировал заброску нелегальной агентуры и разведывательно-диверсионных групп в оккупированные гитлеровцами страны Восточной Европы. В феврале 1945 года — офицер связи со службами безопасности союзников на Ялтинской конференции руководителей трёх великих держав.
С февраля 1947 года служил в отделе «ДР» (Спецслужба) МГБ СССР, которым руководил П. А. Судоплатов. Выезжал в Турцию и другие страны для восстановления связи с нелегальной агентурой на Ближнем Востоке и в Восточной Европе и осуществления оперативных мероприятий. Во время специальной командировки в Чехословакию погиб в автокатастрофе под Прагой. Обстоятельства катастрофы остались невыясненными. Зоя Воскресенская не верила в случайность гибели мужа, но провести самостоятельное расследование ей не разрешили.

## Награды
- Орден Красного Знамени;
- Орден Красной Звезды;
- Орден Отечественной войны 2-й степени;
- Орден «Знак Почета»;
- Почётный работник ВЧК-ГПУ;
- Заслуженный работник НКВД;
- Маузер с надписью «За беспощадную борьбу с контрреволюцией».